# Basil Beaumont
Basil Beaumont (Stoughton Grange, 1669 – Goodwin Sands, 27 novembre 1703) è stato un ammiraglio britannico, discendente da una nobile famiglia di Stoughton Grange si distinse durante la Guerra della Grande Alleanza e nella Guerra di successione spagnola.

## Biografia
Nacque nel 1669, quinto figlio di Sir Henry Beaumont  e di Elizabeth Farmer. Del suo servizio iniziale nella Royal Navy non vi sono notizie fino al 28 ottobre 1688, quando fu nominato tenente a Portsmouth. Sei mesi più tardi, il 21 aprile 1689, fu nominato capitano ed assunse il comando della fregata Centurion che andò persa nella baia di Plymouth, a causa di una violenta tempesta, il 25 dicembre dello stesso anno. La successiva commissione d’inchiesta lo scagionò da ogni addebito, e dopo alcuni mesi ricevette il comando del vascello da 64 cannoni Dreadnought, per passare poi, all’inizio del 1692, al comando del vascello Rupert, con cui partecipò alla Battaglia di Barfleur-La Hogue (29 maggio 1692). Rimasto sul Rupert per tutto il 1693, l’anno successivo assunse il comando del vascello da 60 cannoni Canterbury con cui operò nel Mediterraneo. Nel 1696 comandò il Montague, operante in seno alla flotta che effettuò una crociera nel Canale della Manica fuori Ouessant, e poi fu brevemente distaccato, con il rango di Commodoro, in una squadra addetta alla sorveglianza costiera. Successivamente si imbarcò, per brevi periodi, sui vascelli Neptune, Essex, e Duke, rimanendo al comando della squadra navale che bloccava Dunkerque, durante il resto del 1696 e fino alla firma del trattato di pace.
Nel novembre 1698 alzò la sua insegna sul vascello da 70 cannoni Resolution, e nel 1699 come ufficiale più alto in grado a Spithead, fece parte, come comandante, di una speciale commissione che tenne corti marziali (23 febbraio 1699). Alla fine del mese di agosto prese nuovamente il mare, pattugliando per i due anni successivi l’area delle Downs, situata al largo della costa orientale del Kent, comandando in successione un certo numero di navi fino al 9 aprile 1702. Come capitano più anziano chiese all’Ammiragliato una promozione, che gli venne negata. Nel giugno successivo fu trasferito a Tilbury, continuando a comandare la squadra della Downs, presso il Nore, e nel Mare del Nord, fino a quando, il 1 marzo 1703 fu elevato al rango di contrammiraglio del blu, ed alzò la sua insegna sul vascello da 62 cannoni Mary, al comando del capitano Edward Hopson,  allora in fase di riallestimento a Woolwich.
Durante il corso dell'estate al comando della sua squadra navale eseguì una crociera nel Mare del Nord e una sulla rotta per Dunkerque, scortando poi un convoglio di navi mercantili nel Mare Baltico. Con l’avvicinarsi della stagione invernale ritornò ai Downs, dove gettò l’ancora il 19 ottobre. Si trovava ancora lì il 27 novembre, quando la Grande tempesta fece naufragare la sua nave sui banchi di sabbia di Goodwin Sands. Nessun dei 500 membri dell’equipaggio del Mary sopravvisse al naufragio.

## La sua famiglia
Anche due dei suoi fratelli minori prestarono servizio nella Royal Navy prima della sua morte. William Villiers, tenente, morì di febbre nelle Indie occidentali 17 luglio 1697, mentre l'altro, Charles, morì a bordo del vascello Carlisle quando quest'ultimo esplose accidentalmente il 19 settembre 1700. La loro madre, Lady Beaumont, dopo la morte del figlio Contrammiraglio, scrisse un memoriale alla regina, pregandola di intercedere. Il secondo figlio di Lady Beaumont, George, che, alla morte del fratello maggiore, aveva ereditato titolo e proprietà, era celibe, e nel 1714 mandò ai Lord dell'Ammiragliato una dichiarazione scritta che la famiglia era dipendente dallo stipendio di Basil richiedendo l’erogazione di un vitalizio. Tale petizione ebbe successo, e fu concessa una pensione annuale di 50 sterline a ciascuna delle sei figlie. 
Un ritratto di Basil Beaumont, commissionato da Re Giorgio IV al pittore Michael Dahl, si trova esposto nella Painted Hall a Greenwich, mentre un monumento commemorativo, con relativa iscrizione, si trova nella cappella di famiglia di Stoughton Grange.

### Annotazioni
1. ↑  La coppia ebbe ventuno figli, quattordici maschi e sette femmine. Di questi sei morirono in tenera età.
2. ↑  Aveva allora trentaquattro anni, il che faceva di lui uno dei più giovani ammiragli della Royal Navy.

### Fonti
1. ↑  Stewart 2009, p. 24.
2. 1 2  Collins 1741, p. 240.
3. 1 2 3 4 5 6  Laughton 1885, pp. 53-54.
4. 1 2 3 4  Smith 2016, p. 28.
5. ↑  Goldsmith 1825, p. 398.
6. ↑  Goldsmith 1825, p. 399.
7. 1 2 3 4  Collins 1741, p. 241.